# Penstemon
Penstemon, wąsatka, żółwik (Penstemon) – rodzaj roślin z rodziny babkowatych. Obejmuje ok. 250–271 gatunków. Występują one w Ameryce Północnej, zwłaszcza w jej zachodniej części. Centrum zróżnicowania stanowi Kalifornia, gdzie rośnie 58 gatunków z tego rodzaju. Wiele gatunków ma bardzo ograniczony obszar występowania – około 100 jest endemitami pojedynczych stanów w USA. Obok rodzaju pokoślin Eriogonum jest najbardziej zróżnicowanym gatunkowo rodzajem endemicznym dla Ameryki Północnej. Zaliczany tu dawniej jeden gatunek występujący na azjatyckim Dalekim Wschodzie – P. frutescens, wyodrębniony został w osobny, monotypowy rodzaj jako Pennellianthus frutescens. Rośliny z rodzaju penstemon zasiedlają różne siedliska od widnych lasów, poprzez zbiorowiska zaroślowe i trawiaste, po siedliska na terenach skalistych i półpustynnych. Zapylane są przez różne rodziny owadów, ale 40 gatunków przystosowanych jest do zapylania przez kolibrowate. Ze względu na długotrwałe kwitnienie wiele gatunków uprawianych jest jako rośliny ozdobne. Niektóre gatunki mają lokalne znaczenie jako rośliny lecznicze. Do szczególnie popularnych roślin ozdobnych, zwłaszcza w USA, należy penstemon krzewiasty P. fruticosus, którego wyhodowano ponad 130 odmian ozdobnych.  

## Morfologia

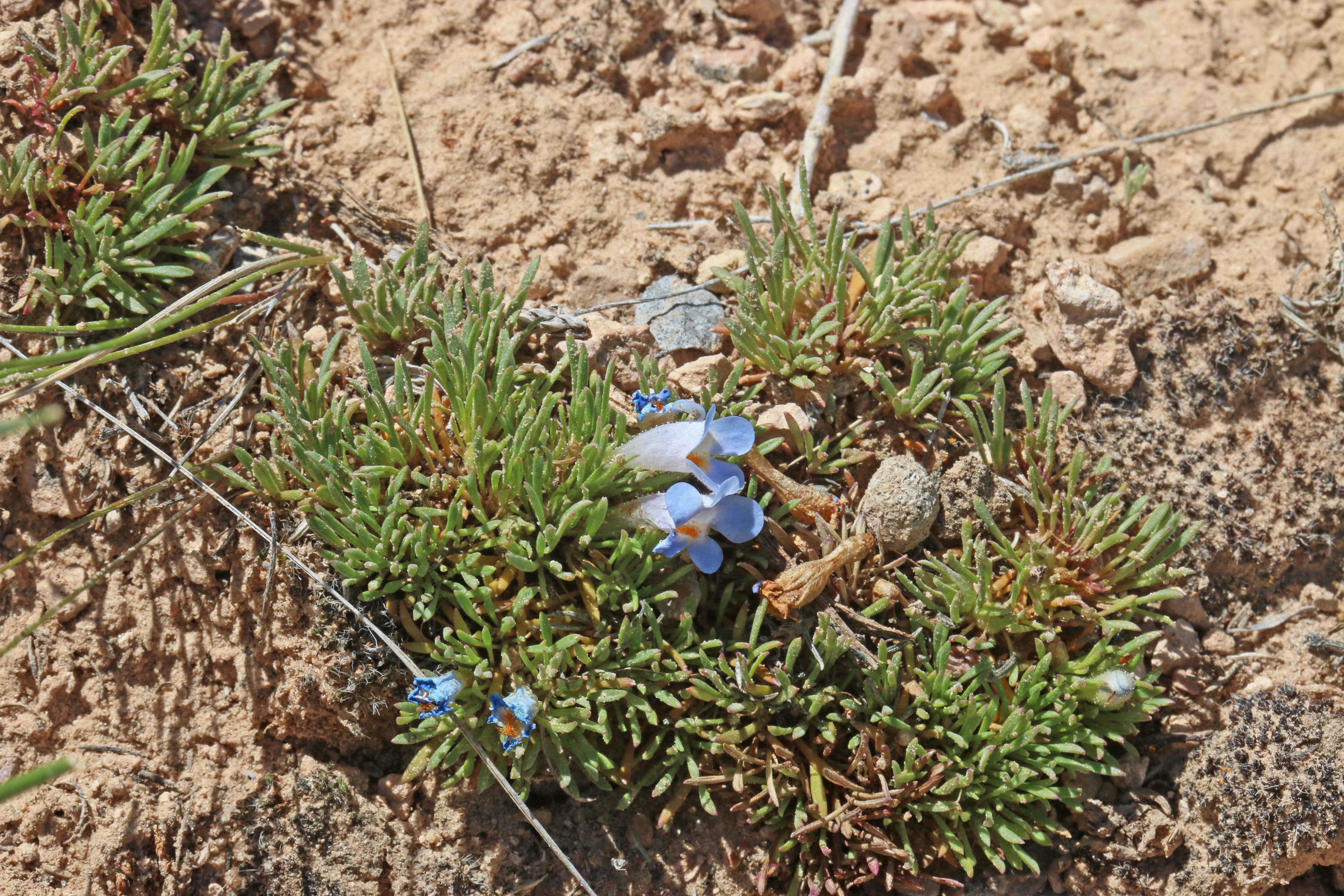
Penstemon acaulis

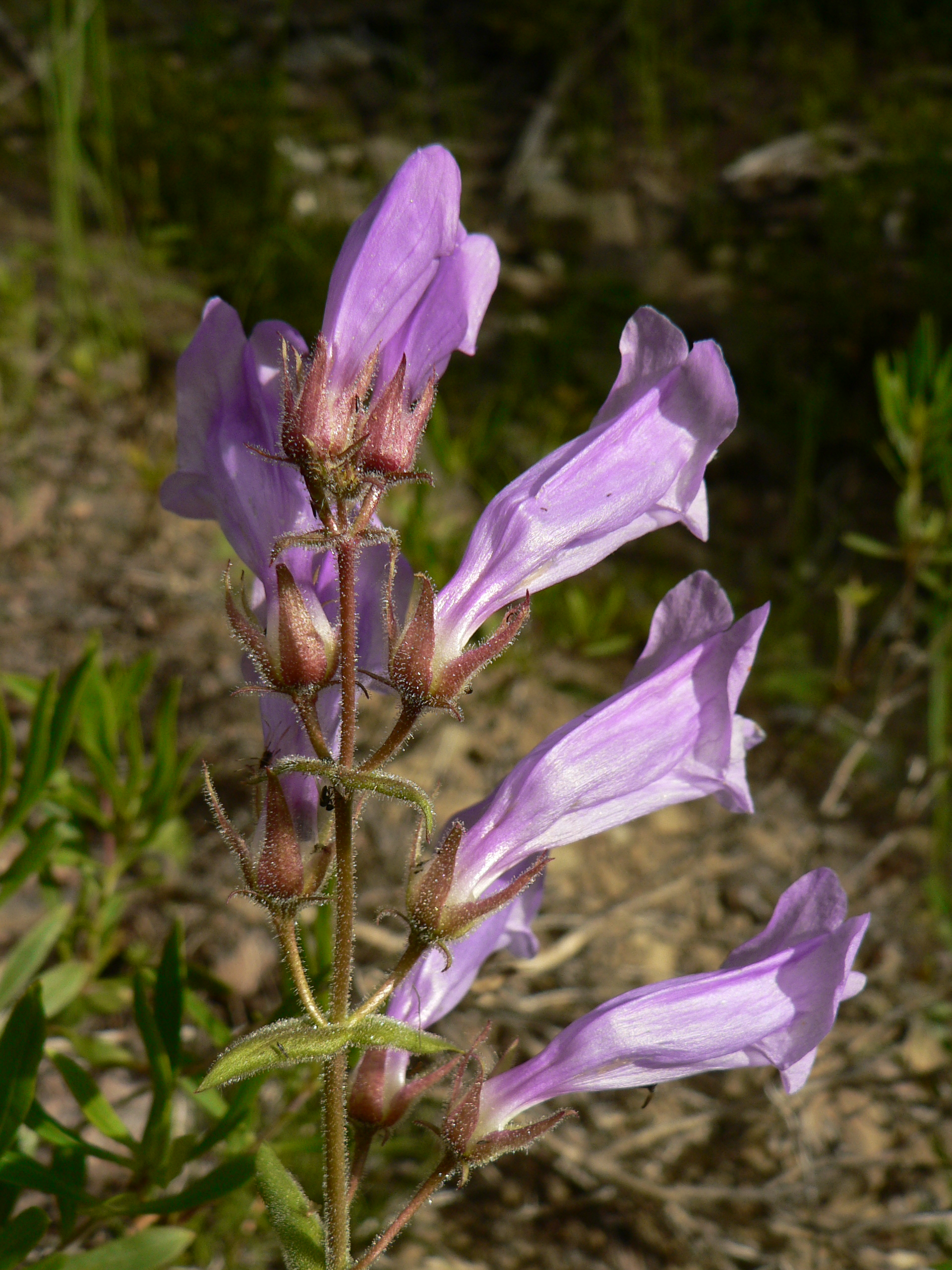
Penstemon fruticosus

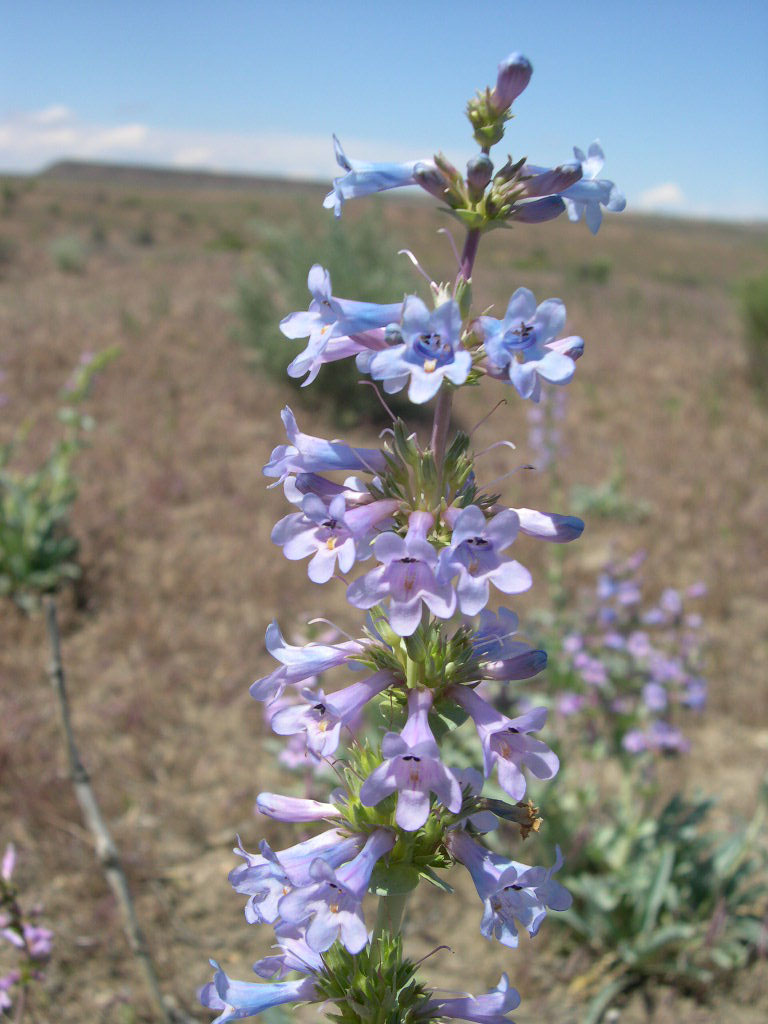
Penstemon acuminatus

PokrójByliny, rzadziej krzewy osiągające do 1,5 m wysokości. Rośliny bardzo zróżnicowane morfologicznie – od okazałych krzewów po formy niskie, poduszeczkowate.
LiścieNaprzeciwległe lub w ogółkach, górne jednak zwykle skrętoległe, pojedyncze.
KwiatyWyrastają zebrane w szczytowe grona i wiechy, czasem kłosowato lub główkowato skupione. Działek kielicha jest pięć i zrośnięte są tylko u nasady. Płatki korony zrośnięte są zwykle na większej ich długości w długą rurkę. Dolne trzy płatki na końcu tworzą wywiniętą mniej lub bardziej wargę. Płatki mają barwę czerwoną, purpurową, różową, białą, niebieską lub żółtawą. Pręciki są cztery, w dwóch parach, osadzone u nasady rurki korony. Piąty pręcik zredukowany do prątniczka mającego postać długiej, zwykle owłosionej nitki. Zalążnia górna, dwukomorowa, z licznymi zalążkami i pojedynczą szyjką słupka.
OwoceWielonasienne torebki otwierające się dwoma klapami.

## Systematyka

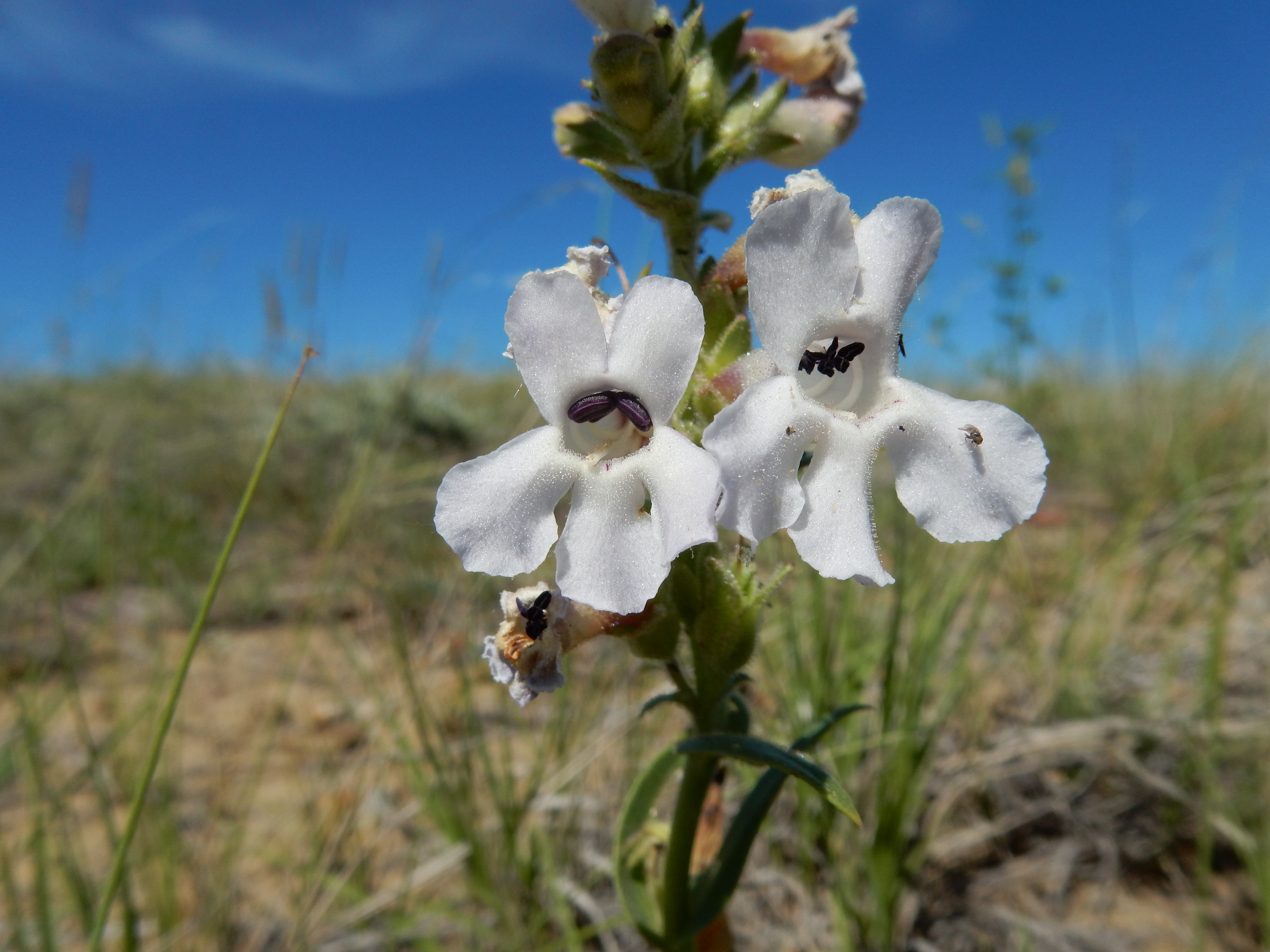
Penstemon albidus

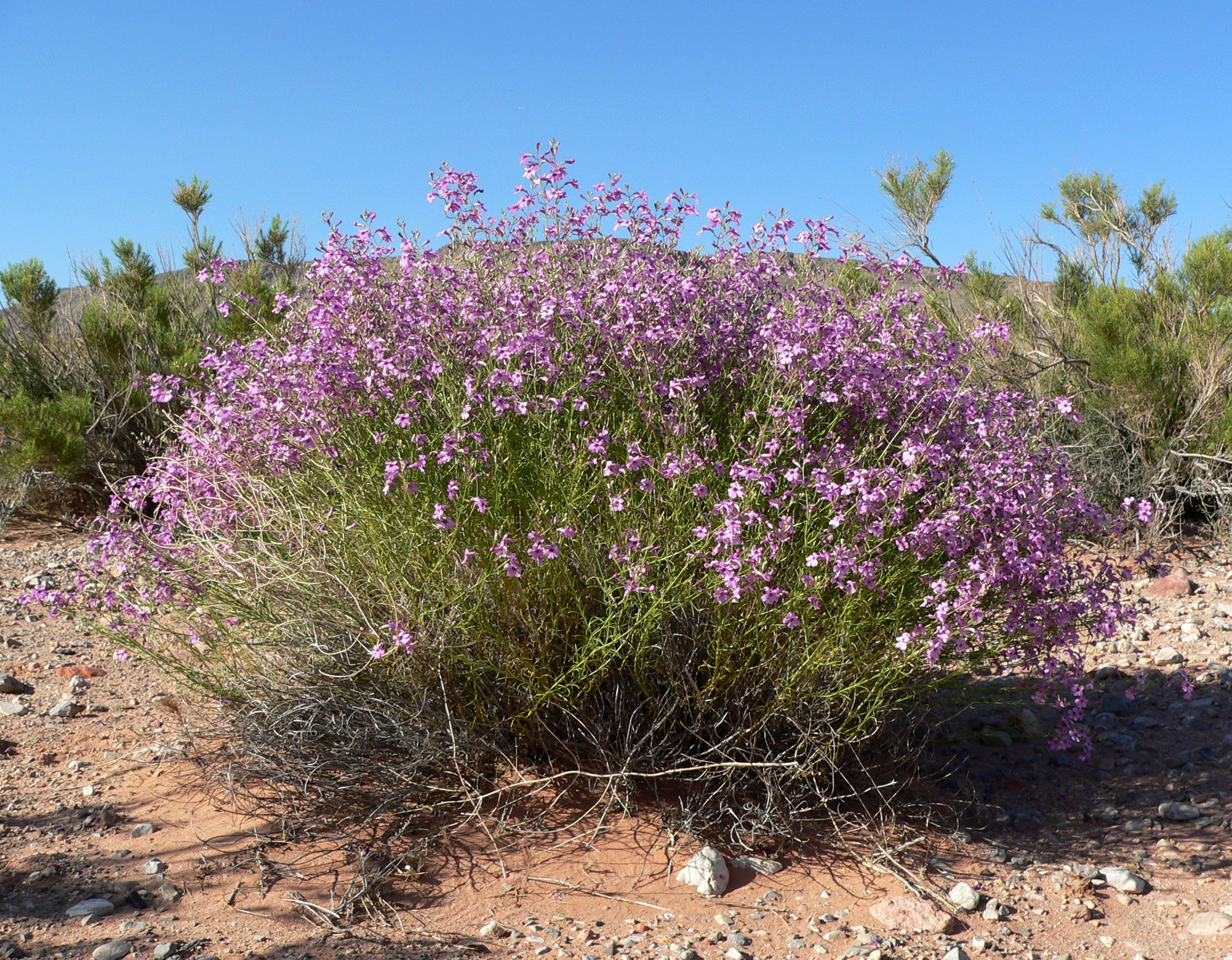
Penstemon ambiguus

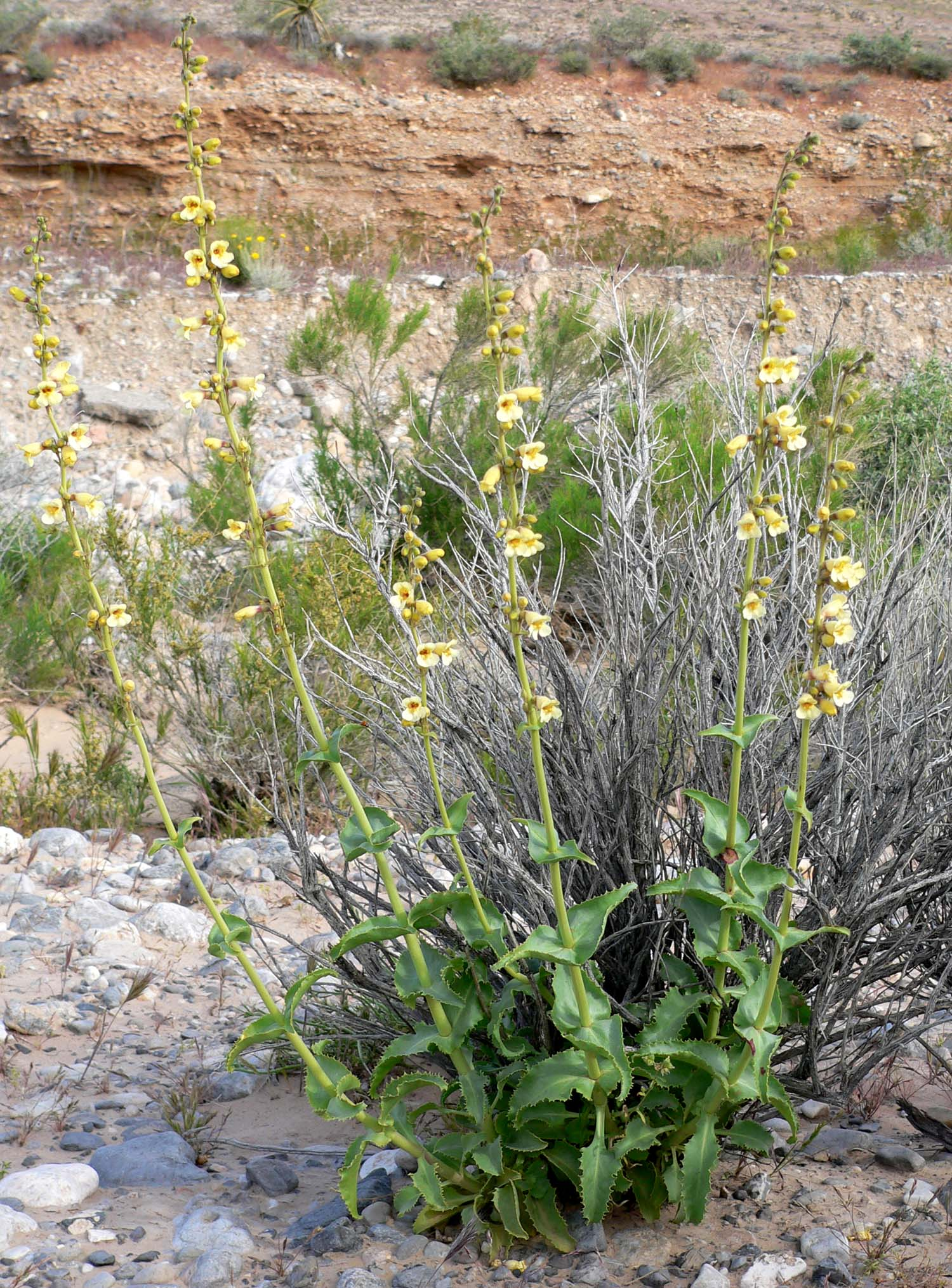
Penstemon bicolor

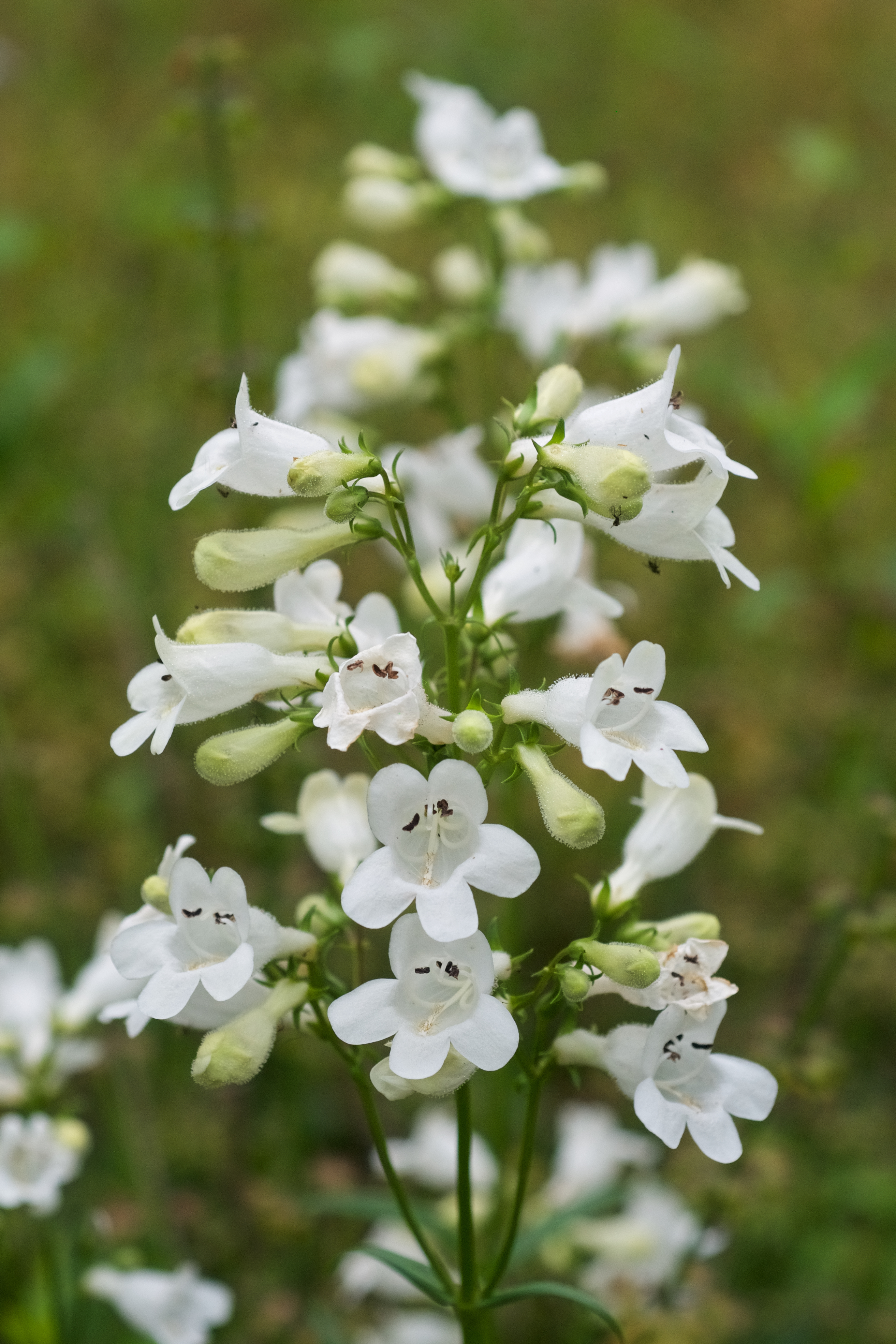
Penstemon digitalis

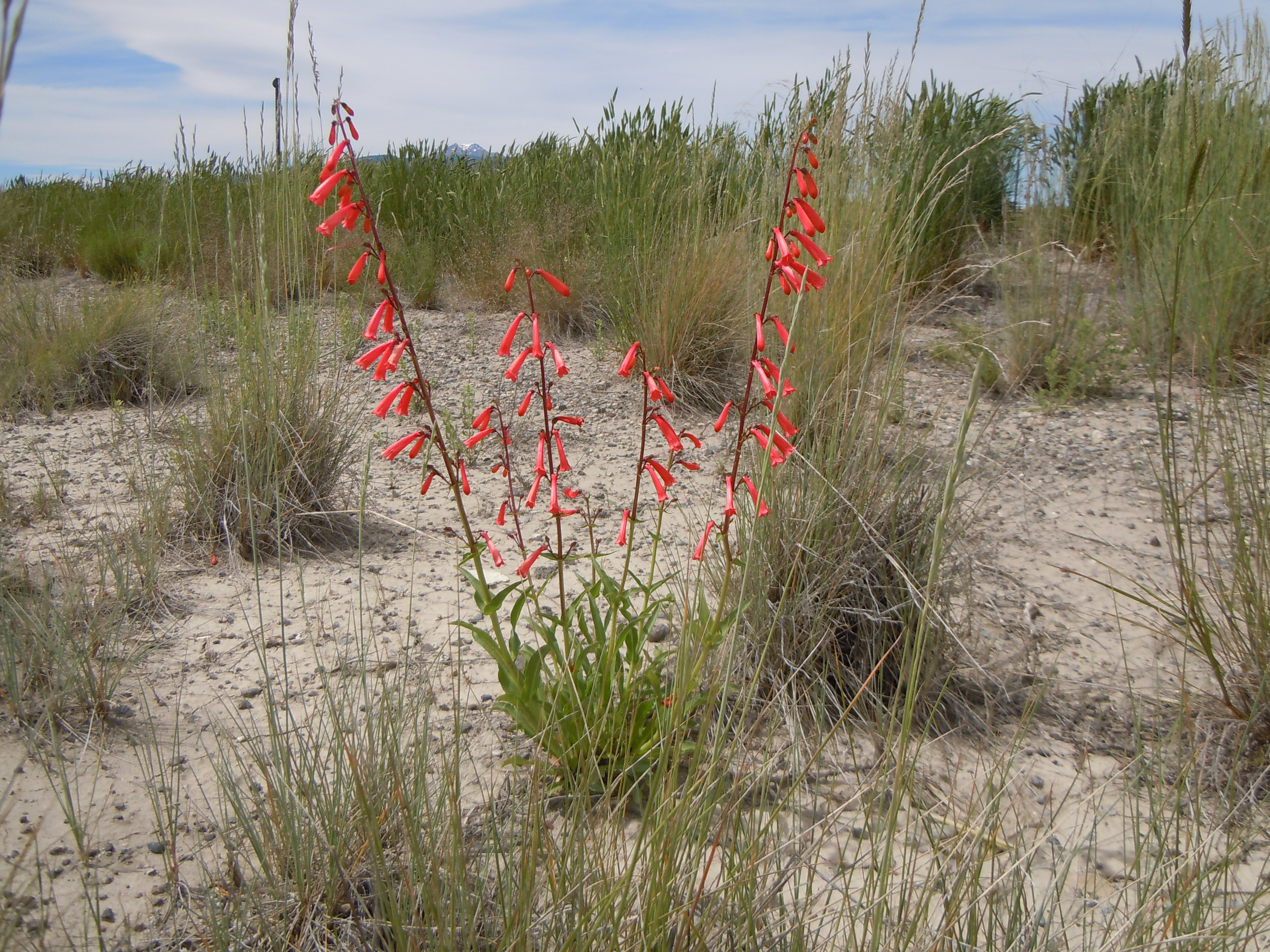
Penstemon eatonii

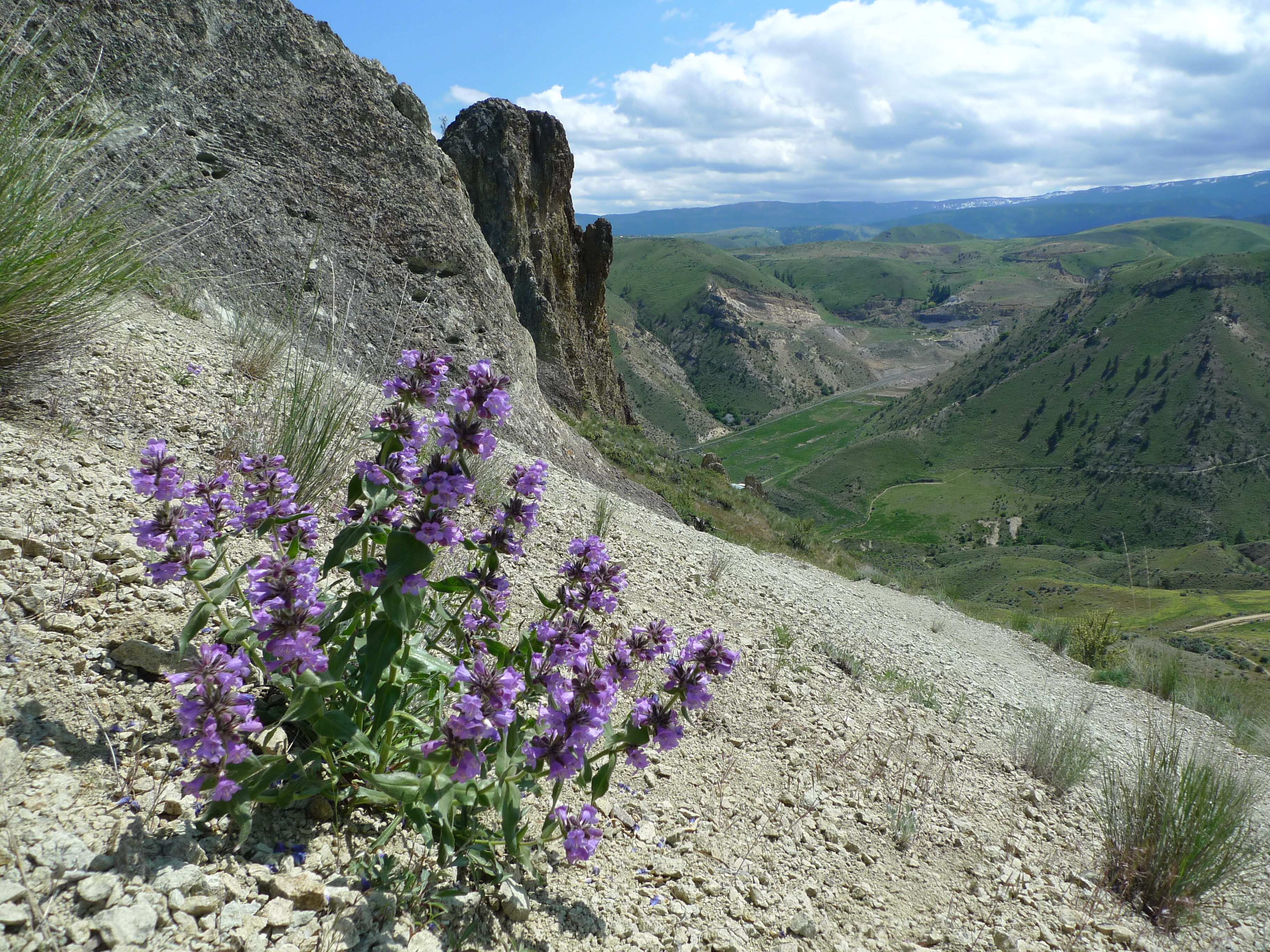
Penstemon eriantherus

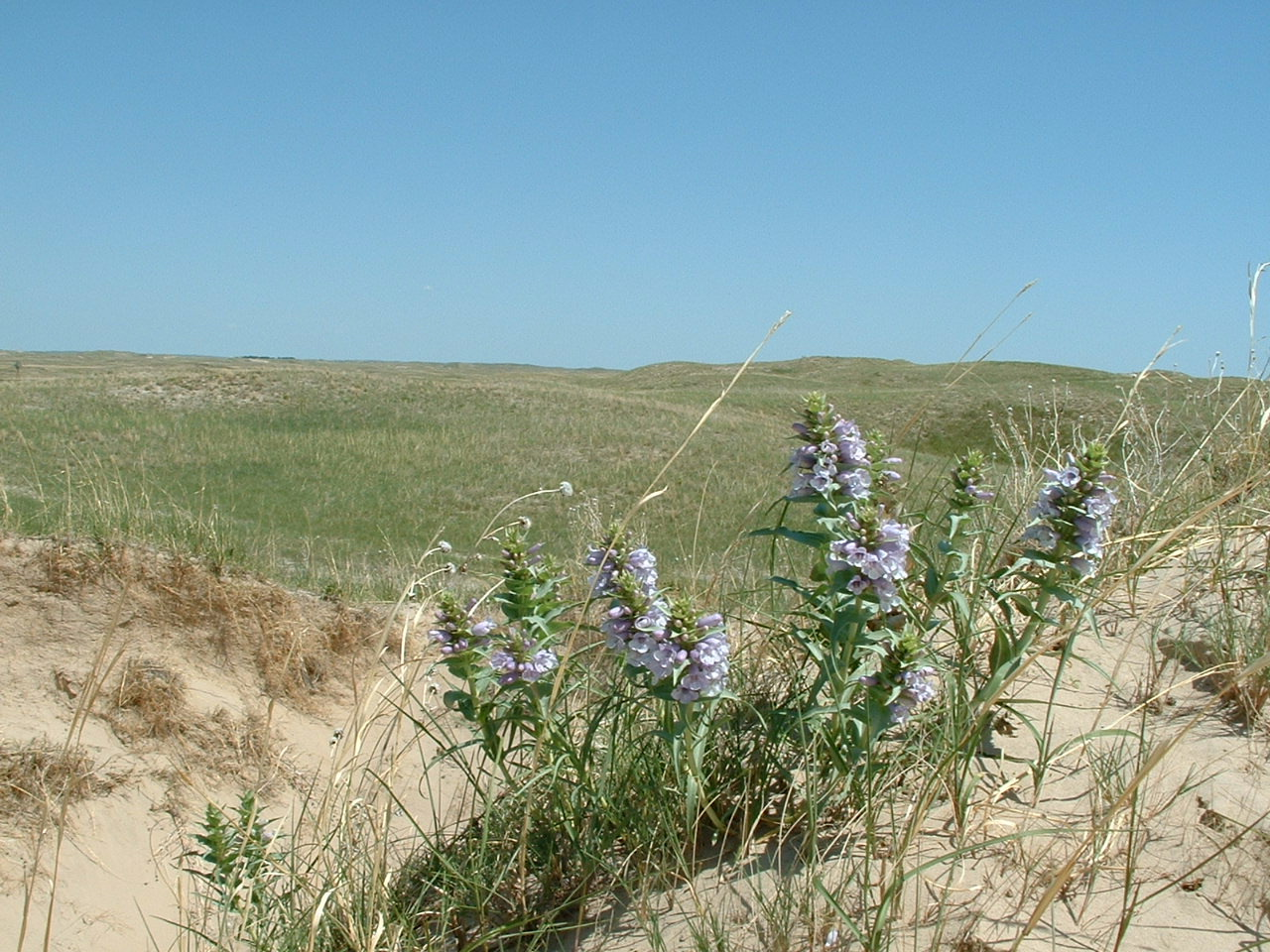
Penstemon haydenii

Rodzaj z rodziny babkowatych Plantaginaceae (dawniej tradycyjnie w szeroko ujmowanej rodzinie trędownikowatych Scrophulariaceae), należący do plemienia Cheloneae. W obrębie rodzaju wyróżnia się 6 podrodzajów, w tym dwa monotypowe – subg. Cryptostemon i subg. Dissecti, a poza tym subg. Penstemon (ok. 182 gatunków), subg. Habroanthus (ok. 50), subg. Saccanthera (ok. 28) i subg. Dasanthera (ok. 9).
Wykaz gatunków
- Penstemon abietinus Pennell
- Penstemon absarokensis Evert
- Penstemon acaulis L.O. Williams
- Penstemon acuminatus Douglas ex Lindl.
- Penstemon alamosensis Pennell & G.T. Nisbet
- Penstemon albertinus Greene
- Penstemon albidus Nutt.
- Penstemon albifluvis England
- Penstemon albomarginatus M.E. Jones
- Penstemon alluviorum Pennell
- Penstemon alpinus Torr. – penstemon alpejski
- Penstemon ambiguus Torr.
- Penstemon ammophilus N.H. Holmgren & L.M. Shultz
- Penstemon amphorellae Crosswh.
- Penstemon angelicus (I.M. Johnst.) Moran
- Penstemon anguineus Eastw.
- Penstemon angustifolius Nutt. ex Pursh
- Penstemon antirrhinoides Benth.
- Penstemon apateticus Straw
- Penstemon arenarius Greene
- Penstemon arenicola A. Nelson
- Penstemon aridus Rydb.
- Penstemon arkansanus Pennell
- Penstemon atropurpureus (Sweet) G. Don
- Penstemon attenuatus Douglas ex Lindl.
- Penstemon atwoodii S.L. Welsh
- Penstemon auriberbis Pennell
- Penstemon australis Small
- Penstemon azureus Benth. – penstemon lazurowy
- Penstemon baccharifolius Hook.
- Penstemon barbatus (Cav.) Roth – penstemon bródkowy
- Penstemon barnebyi N.H. Holmgren
- Penstemon barrettiae A. Gray – penstemon Baretty
- Penstemon bicolor (Brandegee) Clokey & D.D. Keck
- Penstemon bolanus Straw
- Penstemon bracteatus D.D. Keck
- Penstemon bradburyi Pursh
- Penstemon brandegeei (Porter) Rydb.
- Penstemon brevibarbatus Crosswhite
- Penstemon breviculus (D.D. Keck) G.T. Nisbet & R.C. Jacks.
- Penstemon brevisepalus Pennell
- Penstemon bridgesii A. Gray
- Penstemon brittoniorum Pennell
- Penstemon × bryantiae D.D. Keck
- Penstemon buckleyi Pennell
- Penstemon caesius A. Gray
- Penstemon caespitosus Nutt. ex A. Gray
- Penstemon calcareus Brandegee
- Penstemon californicus (Munz & I.M. Johnst.) D.D. Keck
- Penstemon calycosus Small – penstemon wielkokielichowy
- Penstemon campanulatus (Cav.) Willd. – penstemon dzwonkowaty
- Penstemon canescens (Britton) Britton
- Penstemon cardinalis Wooton & Standl.
- Penstemon cardwellii Howell – penstemon Cardwella
- Penstemon carnosus Pennell
- Penstemon caryi Pennell
- Penstemon cedrosensis Krautter
- Penstemon centranthifolius  (Benth.) Benth.
- Penstemon cerrosensis Kellogg
- Penstemon cinereus Piper
- Penstemon cinicola D.D. Keck
- Penstemon cleburnei M.E. Jones
- Penstemon clevelandii A. Gray
- Penstemon cobaea Nutt. – penstemon Coby'ego
- Penstemon comarrhenus A. Gray
- Penstemon compactus (D.D. Keck) Crosswh.
- Penstemon concinnus D.D. Keck
- Penstemon confertus Douglas ex Lindl. – penstemon zwartokielichowy
- Penstemon confusus M.E. Jones
- Penstemon cordifolius Benth.
- Penstemon corymbosus Benth.
- Penstemon crandallii A. Nelson
- Penstemon × crideri A. Nelson
- Penstemon cusickii A. Gray
- Penstemon cyananthus Hook.
- Penstemon cyaneus Pennell – penstemon chabrowy
- Penstemon cyanocaulis Payson
- Penstemon cyathophorus Rydb.
- Penstemon dasyphyllus A. Gray
- Penstemon davidsonii Greene – penstemon Davidsona
- Penstemon deamii Pennell
- Penstemon deaveri Crosswh.
- Penstemon debilis O'Kane & J.L. Anderson
- Penstemon degeneri Crosswh.
- Penstemon deustus Douglas ex Lindl.
- Penstemon digitalis Nutt. ex Sims – penstemon palczasty
- Penstemon diphyllus Rydb.
- Penstemon discolor D.D. Keck
- Penstemon dissectus Elliott
- Penstemon distans N.H. Holmgren
- Penstemon dolius M.E. Jones ex Pennell
- Penstemon duchesnensis (N.H. Holmgren) Neese
- Penstemon eatonii A. Gray
- Penstemon elegantulus Pennell
- Penstemon ellipticus J.M. Coult. & Fisher
- Penstemon eriantherus Pursh
- Penstemon euglaucus English
- Penstemon eximius D.D. Keck
- Penstemon fasciculatus A. Gray
- Penstemon fendleri Torr. & A. Gray
- Penstemon filiformis (D.D. Keck) D.D. Keck
- Penstemon filisepalis Straw
- Penstemon flavescens Pennell
- Penstemon floribundus Danley
- Penstemon floridus Brandegee
- Penstemon flowersii Neese & S.L. Welsh
- Penstemon fremontii Torr. & A. Gray
- Penstemon fruticiformis Coville
- Penstemon fruticosus (Pursh) Greene – penstemon krzewiasty
- Penstemon gairdneri Hook.
- Penstemon galloensis G.L. Nesom
- Penstemon gentianoides (Kunth) Poir.
- Penstemon gentryi Standl.
- Penstemon gibbensii Dorn
- Penstemon glaber Pursh – penstemon gładki
- Penstemon glandulosus Douglas ex Lindl.
- Penstemon glaucinus Pennell
- Penstemon globosus (Piper) Pennell & see Keck, David Daniels
- Penstemon goodrichii N.H. Holmgren
- Penstemon gormanii Greene
- Penstemon gracilentus A. Gray
- Penstemon gracilis Nutt. – penstemon drobny
- Penstemon grahamii D.D. Keck ex E.H. Graham
- Penstemon grandiflorus Nutt. – penstemon wielkokwiatowy
- Penstemon grinnellii Eastw.
- Penstemon guadalupensis A. Heller
- Penstemon hallii A. Gray
- Penstemon harbourii A. Gray
- Penstemon harringtonii Penland
- Penstemon hartwegii Benth. – penstemon Hartwega
- Penstemon havardii A. Gray
- Penstemon haydenii S. Watson
- Penstemon helleri Small
- Penstemon henricksonii Straw
- Penstemon hesperius M. Peck
- Penstemon heterodoxus A. Gray
- Penstemon heterophyllus Lindl. – penstemon różnolistny
- Penstemon hidalgensis Straw
- Penstemon higginsii (Neese) N.H. Holmgren & N.D. Atwood
- Penstemon hirsutus (L.) Willd. – penstemon kosmaty
- Penstemon humilis Nutt. ex A. Gray – penstemon niski
- Penstemon imberbis (Kunth) Trautv.
- Penstemon immanifestus N.H. Holmgren
- Penstemon incanus (A. Gray) Tidestr.
- Penstemon incertus Brandegee
- Penstemon isophyllus B.L. Rob.
- Penstemon jaliscensis B.L. Rob.
- Penstemon jamesii Benth.
- Penstemon janishiae N.H. Holmgren
- Penstemon jonesii Pennell
- Penstemon keckii Clokey
- Penstemon kingii S. Watson
- Penstemon kunthii G. Don
- Penstemon labrosus (A. Gray) Mast. ex Hook. f.
- Penstemon laetus A. Gray
- Penstemon laevigatus Soland. – penstemon nagi
- Penstemon laevis Pennell
- Penstemon lanceolatus Benth.
- Penstemon laricifolius Hook. & Arn.
- Penstemon laxiflorus Pennell
- Penstemon laxus A. Nelson
- Penstemon leiophyllus Pennell
- Penstemon lemhiensis (D.D. Keck) D.D. Keck & Cronquist
- Penstemon lemmonii A. Gray
- Penstemon lentus Pennell
- Penstemon leonardii Rydb.
- Penstemon leonensis Straw
- Penstemon linarioides A. Gray
- Penstemon longiflorus (Pennell) S.L. Clark
- Penstemon luteus G.L. Nesom
- Penstemon lyallii A. Gray
- Penstemon marcusii (D.D. Keck) N.H. Holmgren
- Penstemon mensarum Pennell
- Penstemon miniatus Lindl.
- Penstemon minor (A. Gray) D.D. Keck
- Penstemon minutifolius Straw
- Penstemon × mirus A. Nelson
- Penstemon miser A. Gray
- Penstemon moffatii Eastw.
- Penstemon mohinoranus Straw
- Penstemon monoensis A. Heller
- Penstemon montanus Greene
- Penstemon moriahensis N.H. Holmgren
- Penstemon mucronatus N.H. Holmgren
- Penstemon multicaulis Pennell
- Penstemon multiflorus (Benth.) Chapm. ex Small
- Penstemon murrayanus Hook.
- Penstemon nanus D.D. Keck
- Penstemon navajoa N.H. Holmgren
- Penstemon neomexicanus Wooton & Standl.
- Penstemon neotericus D.D. Keck
- Penstemon newberryi A. Gray – penstemon Newberry'ego
- Penstemon nitidus Douglas ex Benth.
- Penstemon nudiflorus A. Gray
- Penstemon occiduus Straw
- Penstemon oklahomensis Pennell
- Penstemon oliganthus Wooton & Standl.
- Penstemon ophianthus Pennell
- Penstemon oreocharis Greene
- Penstemon osterhoutii Pennell
- Penstemon ovatus Douglas – penstemon jajowaty
- Penstemon pachyphyllus A. Gray ex Rydb.
- Penstemon pahutensis N.H. Holmgren
- Penstemon pallidus Small
- Penstemon palmeri A. Gray – penstemon Palmera
- Penstemon pandus (A. Nelson & J.F. Macbr.) A. Nelson & J.F. Macbr.
- Penstemon papillatus J.T. Howell
- Penstemon parishii A. Gray
- Penstemon parryi (A. Gray) A. Gray
- Penstemon parviflorus Pennell
- Penstemon parvulus (A. Gray) Krautter
- Penstemon parvus Pennell
- Penstemon patens (M.E. Jones) N.H. Holmgren
- Penstemon patricus N.H. Holmgren
- Penstemon pauciflorus Buckley
- Penstemon payettensis A. Nelson & J.F. Macbr.
- Penstemon paysoniorum D.D. Keck
- Penstemon peckii Pennell
- Penstemon penlandii W.A. Weber
- Penstemon pennellianus D.D. Keck
- Penstemon perfoliatus Brongn.
- Penstemon perpulcher A. Nelson
- Penstemon personatus D.D. Keck
- Penstemon petiolatus Brandegee
- Penstemon pinifolius Greene – penstemon sosnowaty
- Penstemon pinorum L. Shultz & J. Shultz
- Penstemon plagapineus Straw
- Penstemon platyphyllus Rydb.
- Penstemon potosinus Straw
- Penstemon pratensis Greene
- Penstemon procerus Douglas ex Graham – penstemon wysmukły
- Penstemon pruinosus Douglas ex Lindl.
- Penstemon pseudoputus (Crosswh.) N.H. Holmgren
- Penstemon pseudospectabili s M.E. Jones
- Penstemon pudicus Reveal & Beatley
- Penstemon pumilus Nutt.
- Penstemon punctatus Brandegee
- Penstemon purpusii Brandegee
- Penstemon putus A. Nelson
- Penstemon radicosus A. Nelson
- Penstemon rattanii A. Gray
- Penstemon retrorsus Payson ex Pennell
- Penstemon richardsonii Douglas ex Lindl. – penstemon Richardsona
- Penstemon roezlii Regel
- Penstemon roseus (Cerv. ex Sweet) G. Don
- Penstemon rostriflorus Kellogg
- Penstemon rotundifolius A. Gray
- Penstemon rubicundus D.D. Keck
- Penstemon rupicola (Piper) Howell
- Penstemon rydbergii A. Nelson
- Penstemon saxosorum Pennell
- Penstemon scapoides D.D. Keck
- Penstemon scariosus Pennell
- Penstemon secundiflorus Benth.
- Penstemon seorsus (A. Nelson) D.D. Keck
- Penstemon sepalulus A. Nelson
- Penstemon serrulatus Menzies ex Sm. – penstemon drobnopiłkowany
- Penstemon shastensis D.D. Keck
- Penstemon smallii A. Heller
- Penstemon spatulatus Pennell
- Penstemon speciosus Douglas ex Lindl.
- Penstemon spectabilis Thurb. ex A. Gray
- Penstemon stenophyllus A. Gray
- Penstemon stenosepalus (A. Gray) Howell
- Penstemon stephensii Brandegee
- Penstemon strictiformis Rydb.
- Penstemon strictus Benth. – penstemon wyprostowany
- Penstemon subglaber Rydb.
- Penstemon subserratus Pennell
- Penstemon subulatus M.E. Jones
- Penstemon sudans M.E. Jones
- Penstemon tenuiflorus Pennell
- Penstemon tenuifolius Benth.
- Penstemon tenuis Small
- Penstemon tepicensis Straw
- Penstemon teucrioides Greene
- Penstemon thompsoniae (A. Gray) Rydb.
- Penstemon thurberi Torr.
- Penstemon tidestromii Pennell
- Penstemon tracyi D.D. Keck
- Penstemon triflorus A. Heller
- Penstemon triphyllus Douglas
- Penstemon tubaeflorus Nutt.
- Penstemon uintahensis Pennell
- Penstemon unilateralis Rydb.
- Penstemon utahensis Eastw.
- Penstemon variabilis Suksd.
- Penstemon vaseyanus Greene
- Penstemon venustus Douglas ex Lindl. – penstemon piękny
- Penstemon violaceus (Brandegee) A. Nelson
- Penstemon virens Pennell ex Rydb.
- Penstemon virgatus A. Gray
- Penstemon wardii A. Gray
- Penstemon washingtonensis D.D. Keck
- Penstemon watsonii A. Gray
- Penstemon wherryi Pennell
- Penstemon whippleanus A. Gray – penstemon Whipplego
- Penstemon wilcoxii Rydb.
- Penstemon wislizeni (A. Gray) Straw
- Penstemon wrightii Hook.
- Penstemon yampaensis Penland